# Josefina Dealessi
Josefina Dealessi (Turín, Italia - Buenos Aires, Argentina) fue una actriz italiana con carrera en Argentina.

## Carrera
Dealessi es madre de la primera actriz Pierina Dealessi (1894-1983), se mudó en 1901 a Argentina cuando Pierina todavía era una niña. Lo hizo al integrar parte de la Compañía Garavaglia, compartiendo este viaje con Angelina Pagano.
Dealessi figuró siempre como una actriz característica en el Círculo "Italia Unita". Formó  parte de la sección  filodramática italiana, "Los Inmortales", dirigida por Carlos Barone,  junto con Isabel de Bariani, Fanny Montechiaro, José Casuscelli, Ángel Galli, Miguel Mileo, Humberto Nidolán, Luciana Ferrari, Laurita Galli, Josefína Ferrari y Miguel Ciaburri, entre otros.